# Výčapy-Opatovce
Výčapy-Opatovce este o comună slovacă, aflată în districtul Nitra din regiunea Nitra. Localitatea se află la altitudinea de 152 m deasupra n.m., se întinde pe o suprafață de 14,19 km2 și în 2017 număra 2.214 locuitori.

## Istoric
Localitatea Výčapy-Opatovce este atestată documentar din 1239.

## Demografie
| An:                | 1994 | 2004   | 2014   | 2024   |
| ------------------ | ---- | ------ | ------ | ------ |
| Număr de persoane: | 2151 | 2125   | 2188   | 2137   |
| Diferență:         |      | −1,20% | +2,96% | −2,33% |

| An:                | 2023 | 2024   |
| ------------------ | ---- | ------ |
| Număr de persoane: | 2153 | 2137   |
| Diferență:         |      | −0,74% |